# Dillenia marsupialis
Dillenia marsupialis är en tvåhjärtbladig växtart som beskrevs av Hoogl. Dillenia marsupialis ingår i släktet Dillenia och familjen Dilleniaceae. Inga underarter finns listade i Catalogue of Life.